# Clásica San Sebastián 2023
De wielerwedstrijd Clásica San Sebastián werd in 2023 gehouden op 29 juli en was onderdeel van de UCI World Tour 2023. Het was de 42e editie van deze wedstrijd. De wedstrijd werd in 2022 gewonnen door de Belg Remco Evenepoel. Deze editie wist Eveneopoel ook te winnen, net als in 2019. Hij is daarmee de eerste wielrenner die in Sebastián wint als wereldkampioen, tevens is hij door zijn derde zege mederecordhouder met Marino Lejarreta.

## Uitslag
| Plaats  | Naam             | Ploeg                    | Tijd     |
| ------- | ---------------- | ------------------------ | -------- |
| Winnaar | Remco Evenepoel  | Soudal-Quick Step        | 5u30'59" |
| 2       | Pello Bilbao     | Bahrain Victorious       | z.t.     |
| 3       | Aleksandr Vlasov | BORA-Hansgrohe           | + 28"    |
| 4       | Neilson Powless  | EF Education-EasyPost    | + 2'50"  |
| 5       | Ion Izagirre     | Cofidis                  | + 2'57"  |
| 6       | Toms Skujinš     | Team BikeExchange Jayco  | + 3'02"  |
| 7       | Alex Aranburu    | Movistar Team            | + 3'02"  |
| 8       | Rui Costa        | Intermarché-Circus-Wanty | + 3'02"  |
| 9       | Andrea Bagioli   | Soudal-Quick Step        | + 3'02"  |
| 10      | Tiesj Benoot     | Team Jumbo-Visma         | + 3'02"  |

1981 · 1982 · 1983 · 1984 · 1985 · 1986 · 1987 · 1988 · 1989 · 1990 · 1991 · 1992 · 1993 · 1994 · 1995 · 1996 · 1997 · 1998 · 1999 · 2000 · 2001 · 2002 · 2003 · 2004 · 2005 · 2006 · 2007 · 2008 · 2009 · 2010 · 2011 · 2012 · 2013 · 2014 · 2015 · 2016 · 2017 · 2018 · 2019 · 2020 · 2021 · 2022 · 2023 · 2024
Tour Down Under ·
Great Ocean Road Race ·
Ronde van de Verenigde Arabische Emiraten ·
Omloop Het Nieuwsblad ·
Strade Bianche ·
Parijs-Nice · 
Tirreno-Adriatico · 
Milaan-San Remo ·
Ronde van Catalonië ·
Classic Brugge-De Panne ·
E3 Saxo Bank Classic ·
Gent-Wevelgem ·
Dwars door Vlaanderen ·
Ronde van Vlaanderen ·
Ronde van het Baskenland ·
Parijs-Roubaix ·
Amstel Gold Race ·
Waalse Pijl ·
Luik-Bastenaken-Luik ·
Ronde van Romandië ·
Eschborn-Frankfurt ·
Ronde van Italië ·
Critérium du Dauphiné ·
Ronde van Zwitserland ·
Ronde van Frankrijk ·
Clásica San Sebastián ·
Ronde van Polen ·
BEMER Cyclassics ·
Renewi Tour ·
Ronde van Spanje ·
Bretagne Classic ·
GP van Quebec ·
GP van Montréal ·
Ronde van Lombardije ·
Ronde van Guangxi